# Partula suturalis
Partula suturalis es una especie de molusco gasterópodo de la familia Partulidae en el orden de los Stylommatophora. Está ahora extinta en estado silvestre. Fue listada previamente como extinta en la Lista Roja de la UICN, pero su estado ha sido cambiado a extinto en libertad en la Lista Roja de 2009. Este error fue resultado del cambio de taxonomía (las subespecies eran previamente consideradas como especies separadas).

## Distribución geográfica
Fue endémica de las islas de la Sociedad, en la Polinesia Francesa.

## Subespecies
- Partula suturalis suturalis Pfeiffer, 1855 - extinta
- Partula suturalis dendroica Crampton, 1924[3]
- Partula suturalis strigosa Pfeiffer, 1856 - extinta en libertad
- Partula suturalis vexillum Pease, 1866 - extinta en libertad